# Бабенко, Анатолий Алексеевич
Анатолий Алексеевич Бабенко (род. 13 февраля 1951 года) — российский учёный-металлург, материаловед, член-корреспондент РАН (2025).
главный научный сотрудник, руководитель научного отдела чёрной металлургии Института металлургии Уральского отделения Российской академии наук, почетный металлург Анатолий Алексеевич Бабенко.

## Биография
Родился 13 февраля 1951 года.
В 1973 году — окончил Завод-ВТУЗ при Карагандинском металлургическом комбинате по специальности «Металлургия черных металлов».
С 1973 по 1978 годы — работал на КарМК в конвертерном цехе подручным разливщика металла и старшим инженером центральной заводской лаборатории комбината.
В дальнейшем после окончания очной аспирантуры на кафедре металлургии стали Московского института стали и сплавов и защиты кандидатской диссертации работал в опорной лаборатории Уральского НИИ чёрной металлургии заведующим сектором сталеплавильного производства.
С 1987 по 2000 годы — работал заведующим лабораторией физикохимии сталеплавильных процессов Химико-металлургического института АН Казахской ССР, заместитель директора института по научной работе (с 1996 по 2000 годы).
В 1999 году защитил докторскую диссертацию, тема: «Физико-химические, теплофизические и технологические особенности окислительных процессов в большегрузных конвертерах при переделе чугунов с широким диапазоном содержания фосфора».
Работал в ОАО «Уральский институт металлов» заместителем генерального директора, исполнительным директором Института проблем переработки природнолегированных и техногенных материалов и НИЦ металлургии стали и ферросплавов.
С 2012 года — ведущий, главный научный сотрудник, руководитель научного отдела Института металлургии УрО РАН.
С 2007 по 2019 годы — профессор кафедры металлургии железа и сплавов УрФУ.
В 2025 году — избран членом-корреспондентом РАН от Отделения химии и наук о материалах.

## Научная деятельность
Специалист в области теории и технологии сталеплавильных процессов и материаловедения.
Под его руководством выполнен комплекс теоретических и экспериментальных исследований термодинамики реакции окисления фосфора в металле под шлаками с широким диапазоном химического состава и макрокинетики окислительных процессов в высокотемпературной твердожидкофазной металлической системе, физико-химических свойств и структуры шлаков системы CaO — SiO2 — FeO — MnO — P2O5 и CaO — SiO2 — B2O3 — Al2O3 — MgO, особенностей формирования фазового и структурного состояния, неметаллических включений механических свойств конструкционных сталей, микролегированных бором. Им предложены инновационные технологические решения комплексной металлургической переработки фосфористых чугунов в большегрузных кислородных конвертерах, рациональные составы высокомагнезиальных шлаков для условий конвертерного и электросталеплавильного процессов производства стали и инновационные технологические решения производства экономнолегированных борсодержащих конструкционных сталей с низким содержанием серы, в том числе для труб большого диаметра с высокими прочностными свойствами.
Автор более 300 научных работ, в том числе 3 монографий, 1 учебного пособия и 40 авторских свидетельств СССР, патентов РФ и Республики Казахстан.

## Награды
- Премия Правительства Российской Федерации в области науки и техники (в составе группы, за 2018 год) — за создание и внедрение комплекса высокоэффективных технологий производства импортозамещающих стальных бесшовных труб нового поколения для разработки трудноизвлекаемых запасов углеводородов[2]